# Линкълн (окръг, Тенеси)
Вижте пояснителната страница за други значения на Линкълн.
Окръг Линкълн (на английски: Lincoln County) е окръг в щата Тенеси, Съединени американски щати. Площта му е 1479 km², а населението – 31 340 души (2000). Административен център е град Файетвил.